# Mental Map
Die formale Definition eines Graphen {\displaystyle G=(V,E)} ist unabhängig von einer konkreten, graphischen Repräsentation (Layout). Je nach dem verwendeten Layoutalgorithmus kann die Darstellung stark variieren (z. B. orthogonal, organische, hierarchisch oder baumartig).
Der Begriff der Mental Map steht nun in engem Zusammenhang mit 
interaktiven Layoutalgorithmen.
Man stelle sich vor, dass der Nutzer einer Anwendung eine bestimmte Darstellung eines Graphen erzeugt hat und anschließend einen weiteren Knoten hinzufügen möchte. Dabei hat er sich (vermutlich meist unbewusst) die Position der einzelnen Knoten im Geiste eingeprägt - Mental Map. 
Das soll natürlich nicht heißen, dass sich der Nutzer nicht auch den Verlauf der einzelnen Kanten eingeprägt haben kann.
Das Problem der interaktiven Darstellung ist nun, dass sich bei Verwendung bestimmter Layoutalgorithmen nicht nur der Verlauf der einzelnen Kanten, sondern auch die Position der einzelnen Knoten verändern kann, so dass das zuvor erstellte Layout und somit auch die Mental Map zerstört wird (z. B. bei Verwendung eines Algorithmus zur Minimierung von Kreuzungen und gebogenen Kanten).